# (4077) Asuka
(4077) Asuka ist ein Hauptgürtelasteroid, der am 13. Dezember 1982 von Hiroki Kōsai und Kiichirō Furukawa vom Kiso-Observatorium aus entdeckt wurde.
Der Asteroid wurde nach der japanischen Geschichtsperiode Asuka-Zeit benannt.